# Homalopoma carmelae
Homalopoma carmelae is een slakkensoort uit de familie van de Colloniidae. De wetenschappelijke naam van de soort is voor het eerst geldig gepubliceerd in 1994 door Oliverio & Buzzurro.